# Suede (album)
Suede è l'album discografico di debutto del gruppo musicale alternative rock inglese Suede, pubblicato nel marzo 1993 dalla Nude Records.
Il disco debuttò in vetta alla UK Official Album Chart, conquistò il Mercury Music Price ed è spesso citato come uno dei primi album del Britpop.

## Tracce
Tutte le tracce sono state scritte da Brett Anderson e Bernard Butler.
1. So Young – 3:38
2. Animal Nitrate – 3:27
3. She's Not Dead – 4:33
4. Moving – 2:50
5. Pantomime Horse – 5:49
6. The Drowners – 4:10
7. Sleeping Pills – 3:51
8. Breakdown – 6:02
9. Metal Mickey – 3:27
10. Animal Lover – 4:17
11. The Next Life – 3:32

## Formazione
- Brett Anderson - voce
- Bernard Butler - chitarra, piano
- Mat Osman - basso, chitarra
- Simon Gilbert - batteria

## Classifiche
- Official Albums Chart - #1[1]